# Campestrinho
Campestrinho é um distrito brasileiro da cidade de Andradas, Minas Gerais.
Criado em 1976, havia no distrito 733 habitantes em 2000.
A cafeicultura e a plantação de batata - inglesa é a principal atividade econômica, mas há também atividades como produção de geleias, iogurte e queijos como fonte de renda complementar.

Um dos elementos representativos é o grupo de Folia de Reis Andradas, um dos únicos do município.